# شرکت مختلط سهامی
شرکت مختلط سهامی، در قانون بازرگانی ترکیبی است از شرکت تضامنی و شرکت سهامی. در این نوع شرکت، نسبت به شرکاء ضامن، مقررات شرکت تضامنی و نسبت به شرکاء سهامی ، مقررات شرکت سهامی جاری است و در مواردی که با یکدیگر اصطکاک دارند مقررات مخصوصی وضع گردیده است.
شرکت مختلط سهامی شرکتی است که در تحت اسم مخصوصی بین یک عده شرکای سهامی و یک یا چند نفر شریک ضامن تشکیل می‌شود. ( شرکای سهامی کسانی هستند که سرمایه آن‌ها به صورت سهام یا قطعات سهام هم ارز درآمده و مسئولیت آن‌ها به میزان همان سرمایه‌ای است که در شرکت دارند. شریک ضامن، کسی است که سرمایه او به صورت سهام در نیامده و مسئول کلیه بدهی هایی است که ممکن است علاوه بر دارایی شرکت پیدا شود.) در صورت تعدد شریک ضامن مسئولیت آن‌ها در مقابل طلبکاران و روابط آن‌ها با یکدیگر تابع مقررات شرکت تضامنی خواهد بود.
شرکت مختلط سهامی نیز مانند شرکت مختلط غیرسهامی دارای دو نوع شریک می‌باشد:
1. یک یا چند نفر شریک ضامن که میزان مسئولیت آن‌ها در قبال قرض‌های شرکت، تضامنی است.
2. یک عده شرکای غیر ضامن که در حکم سهام‌دار شرکت‌های سهامی بوده و حدود مسئولیت آنان تا میزان آورده‌شان می‌باشد.

در شرکت مختلط سهامی سهم‌الشرکه شرکای غیرضامن به سهام یا قطعات سهام تقسیم شده و مانند شرکت‌های سهامی قابل نقل و انتقال می‌باشد. «در اسم شرکت باید عبارت (شرکت مختلط) و لااقل اسم یکی از (شرکای ضامن) قید شود.» (مفاد ماده ۱۶۳ قانون تجارت)

## وضعیت حقوقی شرکا
در شرکت مختلط سهامی، شرکای سهامی که سرمایه آن‌ها به صورت سهام با ارزش مساوی درآمده و حق دخالت در امور شرکت را ندارند و فقط حق نظارت بر آن را دارند و مکلفند آورده خود را کاملاً پذیره‌نویسی کرده و لااقل یک سوم آن را به صورت نقد در هنگام تاسیس شرکت بپردازند.
شریک یا شرکای ضامن در شرکت مختلط سهامی، در صورت تعدّد شریک ضامن، مسئولیت آنان در مقابل طلبکاران و روابط آن‌ها با یکدیگر تابع مقررات شرکت تضامنی خواهد بود.
شرکای مزبور، مدیریت شرکت را به عهده دارند و سرمایه را در این شرکت فقط شرکای سهامی تامین می‌کنند و شریک ضامن ملزم به سرمایه‌گذاری نبوده و فقط با انجام کار و فعالیت  خود، اداره امور شرکت را عهده‌دار می‌گردد و در مقابل، قسمتی از منافع شرکت را که معمولاً به نسبت یک دوم، یک سوم و یا یک چهارم است، در پایان سال مالی دریافت می‌نماید.